# Abramy
Abramy es un pueblo de Polonia, en Mazovia.  Se encuentra en el distrito (Gmina) de Kałuszyn, perteneciente al condado (Powiat) de Mińsk. Se encuentra aproximadamente 5 km al norte de Kałuszyn, a 18 km al noroeste de Mińsk Mazowiecki, y a 55 km  al este de Varsovia. Su población es de 60 habitantes.
Entre 1975 y 1998 perteneció al voivodato de Siedlce.